# Вудард, Роберт
Ро́берт Э́нтони Ву́дард второ́й (англ. Robert Anthony Woodard II; род. 22 сентября 1999 года в Колумбусе, штат Миссисипи, США) — американский профессиональный баскетболист, выступающий в Джи-Лиге нБА за команду «Мемфис Хастл». Играет на позициях лёгкого и тяжёлого форвардов. На студенческом уровне выступал за команду университета штата Миссисипи «Миссисипи Стэйт Бульдогс». На драфте НБА 2020 года он был выбран под сороковым номером командой «Мемфис Гриззлис».

## Профессиональная карьера

### Сакраменто Кингз (2020—настоящее время)
Вудард был выбран под 40-м номером на драфте НБА 2020 года командой «Мемфис Гриззлис». 19 ноября 2020 года был обменян в «Сакраменто Кингз» вместе с выбором во втором раунде 2022 года на Ксавьера Тиллмана. 1 декабря подписал контракт с Сакраменто на 4 года. 27 декабря дебютировал в НБА, выйдя со скамейки запасных, и набрал 2 очка и 1 подбор за 3 минуты в поражении от «Финикс Санз» со счётом 100—116.

## Карьера в сборной
В 2015 году завоевал золотую медаль в составе сборной США U16 на чемпионате Америки U16, проходившем в Баия-Бланке, Аргентина.

## Статистика

### Статистика в НБА
| Сезон                                                                                    | Команда    | Регулярный сезон | Регулярный сезон | Регулярный сезон | Регулярный сезон | Регулярный сезон | Регулярный сезон | Регулярный сезон | Регулярный сезон | Регулярный сезон | Регулярный сезон | Регулярный сезон | Серия плей-офф | Серия плей-офф | Серия плей-офф | Серия плей-офф | Серия плей-офф | Серия плей-офф | Серия плей-офф | Серия плей-офф | Серия плей-офф | Серия плей-офф | Серия плей-офф |
| Сезон                                                                                    | Команда    | GP               | GS               | MPG              | FG%              | 3P%              | FT%              | RPG              | APG              | SPG              | BPG              | PPG              | GP             | GS             | MPG            | FG%            | 3P%            | FT%            | RPG            | APG            | SPG            | BPG            | PPG            |
| ---------------------------------------------------------------------------------------- | ---------- | ---------------- | ---------------- | ---------------- | ---------------- | ---------------- | ---------------- | ---------------- | ---------------- | ---------------- | ---------------- | ---------------- | -------------- | -------------- | -------------- | -------------- | -------------- | -------------- | -------------- | -------------- | -------------- | -------------- | -------------- |
| 2020/21                                                                                  | Сакраменто | 13               | 0                | 3,5              | 40,0             | 16,7             | 37,5             | 1,2              | 0,2              | 0,0              | 0,2              | 1,5              | Не участвовал  | Не участвовал  | Не участвовал  | Не участвовал  | Не участвовал  | Не участвовал  | Не участвовал  | Не участвовал  | Не участвовал  | Не участвовал  | Не участвовал  |
| 2021/22                                                                                  | Сакраменто | 12               | 0                | 3,5              | 12,5             | 25,0             | 100,0            | 0,9              | 0,3              | 0,1              | 0,1              | 0,6              | Не участвовал  | Не участвовал  | Не участвовал  | Не участвовал  | Не участвовал  | Не участвовал  | Не участвовал  | Не участвовал  | Не участвовал  | Не участвовал  | Не участвовал  |
|                                                                                          | Всего      | 25               | 0                | 3,5              | 27,8             | 20,0             | 50,0             | 1,1              | 0,2              | 0,0              | 0,2              | 1,1              | Не участвовал  | Не участвовал  | Не участвовал  | Не участвовал  | Не участвовал  | Не участвовал  | Не участвовал  | Не участвовал  | Не участвовал  | Не участвовал  | Не участвовал  |
| Наведите курсор мыши на аббревиатуры в заголовке таблицы, чтобы прочесть их расшифровку. |            |                  |                  |                  |                  |                  |                  |                  |                  |                  |                  |                  |                |                |                |                |                |                |                |                |                |                |                |

### Статистика в Джи-Лиге
| Сезон                                                                                    | Команда           | Регулярный сезон | Регулярный сезон | Регулярный сезон | Регулярный сезон | Регулярный сезон | Регулярный сезон | Регулярный сезон | Регулярный сезон | Регулярный сезон | Регулярный сезон | Регулярный сезон | Серия плей-офф | Серия плей-офф | Серия плей-офф | Серия плей-офф | Серия плей-офф | Серия плей-офф | Серия плей-офф | Серия плей-офф | Серия плей-офф | Серия плей-офф | Серия плей-офф |
| Сезон                                                                                    | Команда           | GP               | GS               | MPG              | FG%              | 3P%              | FT%              | RPG              | APG              | SPG              | BPG              | PPG              | GP             | GS             | MPG            | FG%            | 3P%            | FT%            | RPG            | APG            | SPG            | BPG            | PPG            |
| ---------------------------------------------------------------------------------------- | ----------------- | ---------------- | ---------------- | ---------------- | ---------------- | ---------------- | ---------------- | ---------------- | ---------------- | ---------------- | ---------------- | ---------------- | -------------- | -------------- | -------------- | -------------- | -------------- | -------------- | -------------- | -------------- | -------------- | -------------- | -------------- |
| 2020/21                                                                                  | Остин Спёрс       | 12               | 6                | 31,3             | 41,5             | 21,3             | 68,6             | 11,0             | 2,1              | 1,4              | 0,6              | 16,8             | Не участвовал  | Не участвовал  | Не участвовал  | Не участвовал  | Не участвовал  | Не участвовал  | Не участвовал  | Не участвовал  | Не участвовал  | Не участвовал  | Не участвовал  |
| 2021/22                                                                                  | Стоктон Кингз     | 10               | 10               | 27,4             | 44,3             | 30,0             | 61,1             | 7,4              | 1,4              | 1,0              | 0,4              | 13,3             | Не участвовал  | Не участвовал  | Не участвовал  | Не участвовал  | Не участвовал  | Не участвовал  | Не участвовал  | Не участвовал  | Не участвовал  | Не участвовал  | Не участвовал  |
| 2021/22                                                                                  | Оклахома-Сити Блю | 5                | 5                | 25,9             | 40,0             | 40,0             | 75,0             | 8,2              | 1,6              | 0,4              | 1,2              | 12,0             | Не участвовал  | Не участвовал  | Не участвовал  | Не участвовал  | Не участвовал  | Не участвовал  | Не участвовал  | Не участвовал  | Не участвовал  | Не участвовал  | Не участвовал  |
| 2021/22                                                                                  | Остин Спёрс       | 10               | 7                | 28,1             | 40,8             | 28,1             | 66,7             | 7,9              | 1,7              | 0,9              | 1,2              | 12,6             | Не участвовал  | Не участвовал  | Не участвовал  | Не участвовал  | Не участвовал  | Не участвовал  | Не участвовал  | Не участвовал  | Не участвовал  | Не участвовал  | Не участвовал  |
| 2022/23                                                                                  | Оклахома-Сити Блю | 44               | 20               | 26,6             | 47,9             | 32,6             | 65,7             | 6,7              | 2,1              | 1,2              | 0,4              | 12,3             | Не участвовал  | Не участвовал  | Не участвовал  | Не участвовал  | Не участвовал  | Не участвовал  | Не участвовал  | Не участвовал  | Не участвовал  | Не участвовал  | Не участвовал  |
|                                                                                          | Всего             | 81               | 48               | 27,5             | 44,7             | 30,5             | 66,2             | 7,7              | 1,9              | 1,1              | 0,6              | 13,1             | Не участвовал  | Не участвовал  | Не участвовал  | Не участвовал  | Не участвовал  | Не участвовал  | Не участвовал  | Не участвовал  | Не участвовал  | Не участвовал  | Не участвовал  |
| Наведите курсор мыши на аббревиатуры в заголовке таблицы, чтобы прочесть их расшифровку. |                   |                  |                  |                  |                  |                  |                  |                  |                  |                  |                  |                  |                |                |                |                |                |                |                |                |                |                |                |

### Статистика в NCAA
| Сезон | Команда         | Conf  | Class | GP | GS | MPG  | FG%  | 3P%  | FT%  | RPG | APG | SPG | BPG | PPG  |
| --- | --------------- | ----- | ----- | -- | -- | ---- | ---- | ---- | ---- | --- | --- | --- | --- | ---- |
| 2018/19 | Миссисипи Стэйт | SEC   | FR    | 34 | 1  | 17,5 | 46,8 | 27,3 | 58,0 | 4,1 | 0,7 | 0,5 | 0,5 | 5,5  |
| 2019/20 | Миссисипи Стэйт | SEC   | SO    | 31 | 31 | 33,1 | 49,5 | 42,9 | 64,1 | 6,5 | 1,3 | 1,1 | 1,0 | 11,4 |
| Всего | Всего           | Всего | Всего | 65 | 32 | 24,9 | 48,5 | 36,8 | 61,7 | 5,3 | 1,0 | 0,8 | 0,8 | 8,3  |
| Наведите курсор мыши на аббревиатуры в заголовке таблицы, чтобы прочесть их расшифровку Статистика приведена с сайта sports-reference.com |                 |       |       |    |    |      |      |      |      |     |     |     |     |      |

### Статистика в других лигах
| Сезон | Команда            | Лига              | GP | GS | MPG  | FG%  | 3P%  | FT%  | RPG | APG | SPG | BPG | PFL | TOV | PPG  |
| --- | ------------------ | ----------------- | -- | -- | ---- | ---- | ---- | ---- | --- | --- | --- | --- | --- | --- | ---- |
| 2023/24 | Все клубы          | Все лиги          | 32 | 16 | 23,7 | 44,8 | 33,0 | 60,3 | 5,8 | 1,7 | 1,2 | 0,8 | 1,6 | 1,5 | 9,5  |
| 2023/24 | АДА Блуа Баскет 41 | Чемпионат Франции | 14 | 11 | 24,2 | 41,3 | 33,9 | 60,9 | 4,9 | 1,8 | 1,2 | 1,2 | 1,6 | 1,9 | 9,5  |
| 2023/24 | АДА Блуа Баскет 41 | Кубок Франции     | 1  | 1  | 23,0 | 45,5 | 50,0 | 50,0 | 6,0 | 3,0 | 1,0 | 0,0 | 2,0 | 1,0 | 13,0 |
| 2023/24 | Марусси            | Чемпионат Греции  | 17 | 4  | 23,3 | 48,1 | 30,4 | 60,6 | 6,5 | 1,5 | 1,2 | 0,5 | 1,6 | 1,2 | 9,3  |
| Всего | Всего              | Всего             | 32 | 16 | 23,7 | 44,8 | 33,0 | 60,3 | 5,8 | 1,7 | 1,2 | 0,8 | 1,6 | 1,5 | 9,5  |
| Наведите курсор мыши на аббревиатуры в заголовке таблицы, чтобы прочесть их расшифровку Статистика приведена с сайта basketball.realgm.com |                    |                   |    |    |      |      |      |      |     |     |     |     |     |     |      |